# Il sesso secondo lei
Il sesso secondo lei (Lie with Me) è un film del 2005 diretto da Clément Virgo. Il soggetto è tratto da un romanzo di Tamara Berger. Il titolo originale del film gioca sul doppio significato del verbo "to lie": mentire e giacere.

## Trama
Periferia di Toronto. Nel corso di un'estate cocente i giovani Leila e David si incontrano, con estrema disinvoltura fanno l'amore, iniziano una relazione tormentata, tutta fondata sulla profonda intimità fisica (per quanto lei abbia una concezione quasi autodistruttiva del sesso), ma senza un'autentica condivisione di sentimenti (entrambi vivono in solitudine i loro drammi personali: l'infelice separazione dei genitori di lei, l'improvvisa morte del padre di lui), si lasciano e ritornano insieme (è lei la prima a spaventarsi per quella che la relazione potrebbe diventare, se ne pente subito, ma lui almeno all'inizio non è disposto a tornare con lei, per poi cambiare idea a sua volta), senza aver risolto nulla e senza essersi reciprocamente chiariti.

## Distribuzione
È stato presentato al Toronto International Film Festival 2005 e alla sezione Panorama del Festival di Berlino 2006.